# ماناوس
ماناوس (بالبرتغالية: Manaus‏) هي عاصمة ولاية الأمازون في المنطقة الشمالية من البرازيل. وكانت تهجأ Manaós قبل عام 1939، وعرفت سابقا باسم لوغار دي بارا دو ريو نيغرو (بالبرتغالية: Lugar de Barra do Rio Negro‏). تقع المدينة عند ملتقى نهري ريو نيجرو وسوليموس. ويبلغ عدد سكانها أكثر من مليوني نسمة، هي أكبر مدينة سكانا في كل من ولاية أمازوناس البرازيلية  وغابات الأمازون المطيرة، كما أن ترتيبها السابع من حيث السكان بين مدن البرازيل.
تأسست المدينة بين عامي 1693-1694 باسم حصن ساو جوزيه دو ريو نيغرو. تمت ترقيتها إلى مستوى بلدة في عام 1832 باسم «ماناوس»، على قبائل ماناوس الأصلية، وتحولت قانونيا إلى مدينة يوم 24 أكتوبر 1848، باسم سيدادي دا بارا دو ريو نيغرو (بالبرتغالية: Cidade da Barra do Rio Negro‏) وتعني «المدينة على حواف النهر الأسود». في 4 سبتمبر 1856 عادت إلى اسمها الأصلي.
تقع ماناوس في وسط غابات الأمازون المطيرة، ويتم الوصول إليها غالبا عن طريق القوارب أو الطائرات. وساعدت عزلة المدينة في الحفاظ على طبيعة المدينة وكذلك ثقافتها. تحافظ ثقافة ماناوس على عادات القبائل البرازيلية الأصلية أكثر من أي منطقة حضرية أخرى من البرازيل. والمدينة هي المدخل الرئيسي لزيارة الحيوانات والنباتات في منطقة الأمازون البرازيلية.
عرفت المدينة في بداية هذا القرن بألقاب مثل «قلب الأمازون» و «مدينة الغابات». حاليا فإن المحرك الاقتصادي الرئيسي للمدينة هو بركة ماناوس الصناعية والمنطقة الاقتصادية الحرة. ويوجد في المدينة ميناء حر ومطار دولي. وتشمل صناعاتها الالكترونيات والمنتجات الكيماوية والصابون؛ وبها صناعات للتقطير وبناء السفن. كما تصدر ماناوس الجوز البرازيلي والمطاط والجوت وزيت خشب الورد. توجد في المدينة كاتدرائية ودار أوبرا وحدائق الحيوان والنباتات ومنتزه بيئي ومتاحف للسكان الأصليين.
تقع المدينة على الضفة الشمالية لنهر ريو نيغرو، 18 كم (11 ميل) أعلى ملتقى الأنهار حيث يندمج ريو نيغرو مع نهر سوليموس، وتقع 1400 كم (900 ميل) في الداخل من المحيط الأطلسي. وهي محور مهم للسياحة النهرية ونزهات الأدغال.
يلتقى نهرا سوليموس وريو نيغرو في ماناوس ليشكلا نهر الأمازون (باستخدام التعريف البرازيلي للنهر، ولكن التعريفات الجغرافية الأخرى تعتبر نهر سوليموس الجزء العلوي من الأمازون ). وبفضل المطاط أصبحت أغنى مدينة في أمريكا الجنوبية خلال أواخر القرن التاسع عشر. كما أكسبتها ثروة المطاط لقب «باريس المدارية». استقرت عدة عائلات أوروبية ثرية في ماناوس وجلبت معها الفنون والعمارة والثقافة الأوروبية. ماناوس هي أيضا منطقة خالية من الرسوم الجمركية، مما شجع على التنمية في المنطقة.
كانت ماناوس إحدى المدن المستضيفة لكأس العالم 2014. وكانت المدينة المضيفة الوحيدة في غابات الأمازون والأكثر عزلة جغرافيا، إذ كانت تبعد شمالا وغربا عن أي من المدن المستضيفة الأخرى.